# Ryan Shuck
Ryan Shuck Christopher (nascido em 11 de abril de 1973), mais conhecido como Ryan Shuck, é o vocalista e guitarrista para banda de rock eletrônico Julien-K, e guitarrista e backing vocal da banda de rock alternativo Dead By Sunrise. Ryan era um membro fundador da banda de rock alternativo Orgy, e um colega de banda do vocalista do Korn, Jonathan Davis, vocalista e Videodrone Ty Elam, na banda Sexart. Em 2019 se tornou vocalista do Adema após a saída de Mark Chavez.

## Orgy
A banda Orgy foi formada quando o amigo de Ryan Jay Gordon decidiu que eles deveriam começar uma banda. Eles, então, chamado Amir Derakh e Orgy nasceu. Desde então, os membros Bobby Hewitt e Paige Haley foram adicionados. Shuck manteve-se o guitarrista da banda.
Em 7 de novembro de 2011, Blabbermouth.net publicou uma reportagem detalhando a disputa amarga entre o vocalista Gordon e Shuck guitarristas e Derakh que saiu de controle depois de Gordon revelar seus planos para montar uma banda de músicos e começar a turnê sob o nome Orgy.

## Dead By Sunrise
Junto com sua carreira solo, Ryan tem trabalhado também ao lado de Chester Bennington,na banda Dead by Sunrise, o álbum Out of Ashes foi lançado em 13 de outubro de 2009.